# Burgos-BH/Saison 2017
Dieser Artikel listet Erfolge und Fahrer des Radsportteams Burgos-BH in der Saison 2017 auf.

## Erfolge in der UCI Europe Tour
In der Saison 2017 gelangen dem Team nachstehende Erfolge in der UCI Europe Tour.
| Datum       | Rennen                        | Kat. | Sieger       |
| ----------- | ----------------------------- | ---- | ------------ |
| 28. Mai     | 2. Etappe Tour de Gironde     | 2.2  | Pablo Torres |
| 27.–28. Mai | Gesamtwertung Tour de Gironde | 2.2  | Pablo Torres |

## Mannschaft
| Teamkader 2017                            | Teamkader 2017     | Teamkader 2017 | Teamkader 2017                |
| Name                                      | Geburtsdatum       | Land           | Vorheriges Team               |
| ----------------------------------------- | ------------------ | -------------- | ----------------------------- |
| David Belda                               | 18. März 1983      | Spanien        | Roth (2016)                   |
| Raúl Castrillo                            | 3. Dezember 1996   | Spanien        |                               |
| Jorge Cubero                              | 6. November 1992   | Spanien        |                               |
| Marcos Jurado                             | 2. Februar 1991    | Spanien        | Lizarte (2016)                |
| Óscar Linares                             | 11. September 1995 | Spanien        |                               |
| Daniel López                              | 21. Januar 1994    | Spanien        |                               |
| Igor Merino                               | 16. Oktober 1990   | Spanien        |                               |
| Álvaro Robredo                            | 3. April 1993      | Spanien        |                               |
| Marcos Rojo                               | 19. Januar 1993    | Spanien        | Lizarte (2016)                |
| Joan Ruiz                                 | 12. Juli 1997      | Spanien        |                               |
| Ibai Salas                                | 4. Juli 1991       | Spanien        |                               |
| Pablo Torres                              | 27. November 1987  | Spanien        |                               |
| Carlos Antonio Jiménez (1. Jun.–31. Dez.) | 2. Februar 1992    | Spanien        | Rádio Popular-Boavista (2016) |
| Óscar Quiroz (11. Mai–31. Dez.)           | 3. Juli 1994       | Kolumbien      | Orgullo Antioqueño (2015)     |
|                                           |                    |                |                               |
| Quellen: ProCyclingStats Cycling Quotient |                    |                |                               |